# Distribució de fitxes de l'Scrabble
El joc de tauler Scrabble té una distribució de fitxes específica per a cada llengua. Això és perquè la freqüència de cada lletra varia segons la llengua. Com a regla general, les lletres menys freqüents en la llengua tenen una puntuació més alta i menys exemplars en la distribució de fitxes.
Moltes llengües fan servir jocs de 102 fitxes, ja que la versió anglesa original tenia cent fitxes i després es van afegir els dos escarrassos.

## Afrikaans
La versió en afrikaans usa aquestes 102 fitxes:
- 2 fitxes en blanc (amb una puntuació de 0 punts)
- 1 punt: E ×16, A ×9, I ×8, D ×6, N ×8, O ×6, R ×6, S ×6, T ×6
- 2 punts: G ×4, H ×3, L ×3
- 3 punts: K ×3, W ×3
- 4 punts: M ×2, U ×2, Y ×2
- 5 punts: P ×2, V ×2
- 8 punts: B ×1, F ×1
- 10 punts: J ×1

L'afrikaans fa servir les lletres Z i X, però tan poc que no hi ha fitxes per a aquestes lletres al joc de Scrabble. Tot i això, es pot fer servir una fitxa en blanc com a Z o X. Tampoc hi ha fitxes per a les lletres C i Q, a causa del fet que aquestes lletres no s'usen a l'africaans, només en alguns manlleus.

## Alemany
La versió en alemany usa aquestes 102 fitxes:
- 2 fitxes en blanc (amb una puntuació de 0 punts)
- 1 punt: E ×15, N ×9, S ×7, I ×6, R ×6, T ×6, U ×6, A ×5, D ×4
- 2 punts: H ×4, G ×3, L ×3, O ×3
- 3 punts: M ×4, B ×2, W ×1, Z ×1
- 4 punts: C ×2, F ×2, K ×2, P ×1
- 6 punts: Ä ×1, J ×1, Ü ×1, V ×1
- 8 punts: Ö ×1, X ×1
- 10 punts: Q ×1, Y ×1

Fins al 1989–1990, la versió en alemany tenia 119 fitxes, i es jugava amb vuit fitxes alhora, a diferència de les set amb les que es juga avui dia. La distribució antiga era aquesta:
- 2 fitxes en blanc (amb una puntuació de 0 punts)
- 1 punt: E ×16, N ×10, I ×9, S ×8, R ×7, A ×6, U ×6, D ×6
- 2 punts: H ×5, T ×5, C ×4, L ×4, O ×4, G ×3, W ×2
- 3 punts: M ×4, F ×3, B ×2, Z ×2, K ×2
- 4 punts: P ×1, V ×1
- 5 punts: Ü ×1
- 6 punts: Ä ×1, J ×1
- 8 punts: Ö ×1, X ×1
- 10 punts: Q ×1, Y ×1

Cap de les dues distribucions, l'actual o la vella, tenen una fitxa per a la lletra ß, a causa del fet que aquesta lletra no té forma majúscula. Les paraules que s'escriuen amb la lletra ß es poden jugar fent servir dues S (p. e. STRASSE en comptes de straße). Contràriament als mots encreuats en alemany, els caràcters amb diacrítics Ä, Ö i Ü no s'han de representar pels dígrafs AE, OE o UE, respectivament.

## Anglès
La versio en anglès fa servir 100 fitxes, en la distribució següent:
- 2 fitxes en blanc (amb una puntuació de 0 punts)
- 1 punt: E ×12, A ×9, I ×9, O ×8, N ×6, R ×6, T ×6, L ×4, S ×4, U ×4
- 2 punts: D ×4, G ×3
- 3 punts: B ×2, C ×2, M ×2, P ×2
- 4 punts: F ×2, H ×2, V ×2, W ×2, Y ×2
- 5 punts: K ×1
- 8 punts: J ×1, X ×1
- 10 punts: Q ×1, Z ×1

La distribució de les lletres no ha canviat des que l'Alfred Mosher Butts va inventar el joc l'any 1938.

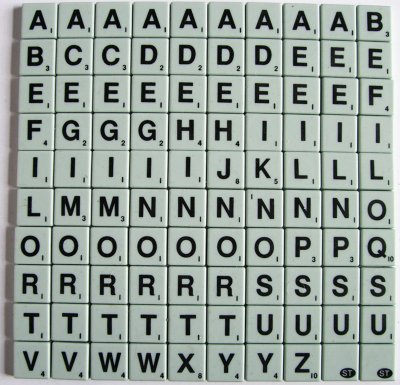
Un joc complet de fitxes angleses.

Una nova versió del fabricant Mattel, anomenada Super Scrabble, va sortir al mercat l'any 2004. Aquesta versió fa servir 200 fitxes, amb aquesta distribució:
- 4 fitxes en blanc (amb una puntuació de 0 punts)
- 1 punt: E ×24, A ×16, O ×15, T ×15, I ×13, N ×13, R ×13, S ×10, L ×7, U ×7
- 2 punts: D ×8, G ×5
- 3 punts: C ×6, M ×6, B ×4, P ×4
- 4 punts: H ×5, F ×4, W ×4, Y ×4, V ×3
- 5 punts: K ×2
- 8 punts: J ×2, X ×2
- 10 punts: Q ×2, Z ×2

## Anglosaxó
La versió en anglosaxó usa 100 fitxes. Aquesta és una versió domèstica i no és, doncs, una edició oficial de Mattel:
- 2 fitxes en blanc (amb una puntuació de 0 punts)
- 1 punt: E ×14, N ×9, A ×8, O ×6, R ×6, D ×5, S ×5, G ×4, H ×4, I ×4, L ×4
- 2 punts: F ×3, M ×3, T ×3, W ×3
- 3 punts: Æ ×3, C ×3, U ×3
- 4 punts: Ð ×2, Þ ×2, Y ×2
- 5 punts: B ×1
- 8 punts: P ×1
- 10 punts: X ×1

L'anglosaxó usa la lletra K, però només apareix en una paraula (kyning) i en manlleus, per això no hi ha fitxa per a aquesta lletra. Les lletres J, V, Q i Z només s'usen en manlleus. L'anglosaxó usa la lletra Ƿ, però s'ha substituït per la lletra W en aquesta distribució perquè es pot confondre fàcilment amb la P. L'anglosaxó també usa la lletra Ȝ, però és una variant tipogràfica de la G, per això no s'hi inclou.

## Àrab

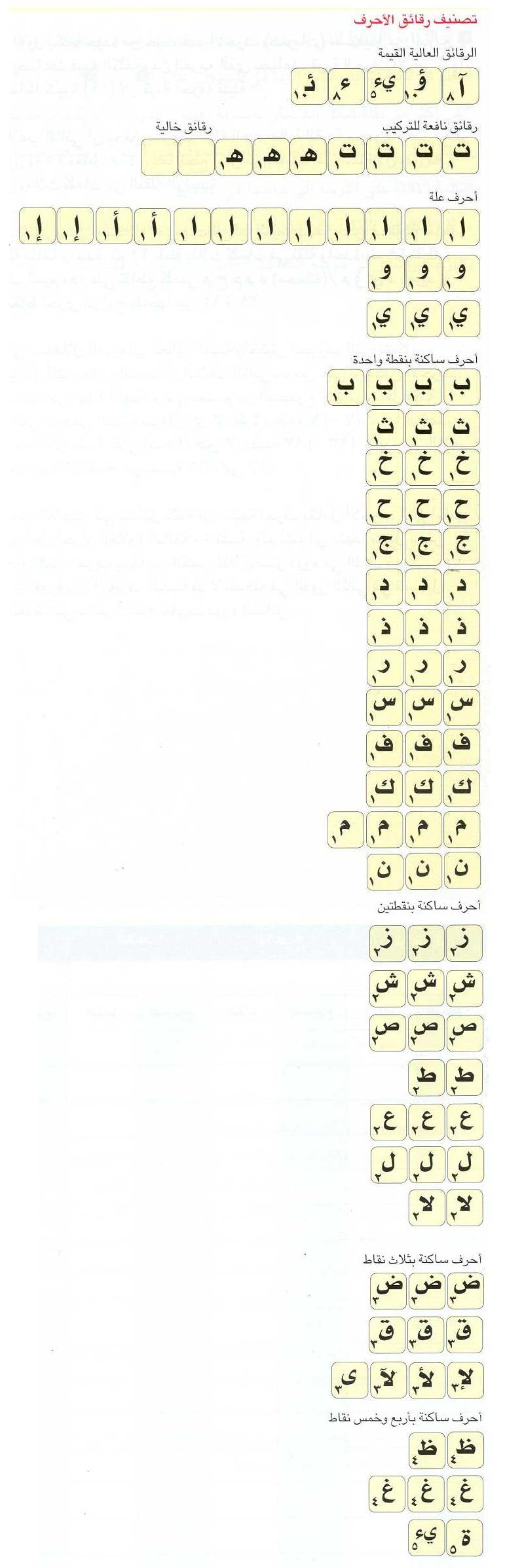
Un joc complet de fitxes en àrab.

La versió en àrab, que fa servir l'alfabet àrab, usa aquestes 100 fitxes:
- 2 fitxes en blanc (amb una puntuació de 0 punts)
- 1 punt: ﺍ ×8, ﻝ ×4, ﺝ ×4, ﺡ ×3, ﺥ ×3, ﻡ ×3, ﻥ ×3, ﻩ ×3, ﻭ ×3, ﻯ ×3
- 2 punts: ﺏ ×4, ﺭ ×3, ﺕ ×4, ﺩ ×3, ﺱ 1×3, ﺙ 1×3,
- 3 punts: ﻑ ×3, ﻕ ×3, ﺫ ×3, ﺵ ×3, ﺯ ×3
- 4 punts: ﺹ ×3, ﺽ ×3, ﻉ ×3, ﻙ ×3, ﻁ ×2
- 5 punts: ﻅ ×2
- 6 punts: ﺉ ×2
- 8 punts: ﻍ ×2, ﺀ ×2
- 10 punts: ﺃ ×2, ﺅ ×2

## Armeni
La versió en armeni té 146 fitxes i usa 38 caràcters de l'alfabet armeni. Aquesta és una versió anomenada ԲԱՈ ԽԱՆ (bao khagh, que significa joc de mots) i no és una edició oficial de Mattel.
- 3 fitxes en blanc (amb una puntuació de 0 punts)
- 1 punt: Ա (ayb) 1×18, Ե (yech) 1×10, Ի (ini) 1×10, Կ (ken) 1×7, Ն (nu) 1×7, Ո (vo) 1×8, Ս (seh) 1×6
- 2 punts: Է (eh) 1×4, Հ (ho) 1×4, Մ (men) 1×4, Յ (yi) 1×4, Պ (peh) 1×4, Տ (tioun) 1×5, Ր (reh) 1×5, Ւ (hioun) 1×5
- 3 punts: Բ (ben) 1×3, Գ (gim) 1×3, Դ (da) 1×3, Լ (lioun) 1×4, Վ (vew) 1×2, Ք (k'eh) 1×3
- 4 punts: Խ (kheh) 1×2, Շ (sha) 1×2, Ռ (rra) 1×2
- 5 punts: Թ (t'o) 1×2, Ծ (tsa) 1×2, Ղ (ghat) 1×2, Ց (c'o) 1×2
- 6 punts: Զ (za) 1×1, Ճ (cheh) 1×1, Չ (ch'a) 1×1, Ջ (jneh) 1×1
- 8 punts: Ժ (zhe) 1×1, Ձ (dza) 1×1, Փ (p'iour) 1×1, Օ (o) 1×1
- 10 punts: Ը (ët') 1×1, Ֆ (feh) 1×1

## Basc
La versió basca, usa 100 fitxes. Aquesta versió és un clon anomenat Euskarbel i no és, doncs, una edició oficial de Mattel.
- 2 fitxes en blanc (amb una puntuació de 0 punts)
- 1 punt : A ×14, E ×12, I ×9, N ×8, O ×6, T ×6, U ×6
- 2 punts : K ×5, R ×5
- 3 punts : D ×4
- 4 punts : B ×3, Z ×3
- 5 punts : G ×2, H ×2, L ×2, S ×2
- 8 punts : J ×1, M ×1, P ×1, RR ×1, TS ×1, TX ×1, TZ ×1
- 10 punts : F ×1, X ×1

Les lletres C, Ç, Ñ, Q, V, W i Y, són molt poc freqüents en la llengua basca, només presents en mots originaris d'altres llengües, no apareixen a la distribució de fitxes.

## Búlgar
La versió en búlgar, que fa servir l'alfabet ciríl·lic, usa aquestes 102 fitxes:
- 2 fitxes en blanc (amb una puntuació de 0 punts)
- 1 punt: А ×9, О ×9, Е ×8, И ×8, Т ×5, Н ×4, П ×4, Р ×4, С ×4
- 2 punts: В ×4, Д ×4, М ×4, Б ×3, К ×3, Л ×3
- 3 punts: Г ×3, Ъ ×2
- 4 punts: Ж ×2, З ×2
- 5 punts: У ×3, Ч ×2, Я ×2, Й ×1, Х ×1
- 8 punts: Ц ×1, Ш ×1, Ю ×1
- 10 punts: Ф ×1, Щ ×1, Ь ×1

## Castellà

Un joc complet de fitxes de la versió castellana de Mattel.

Els fabricants Hasbro i Mattel tenen distribucions diferents.
La versió en castellà del fabricant Mattel, venuda fora dels EUA i el Canadà, usa aquestes 100 fitxes:
- 2 fitxes en blanc (amb una puntuació de 0 punts)
- 1 punt: A ×12, E ×12, O ×9, I ×6, S ×6, N ×5, L ×4, R ×5, U ×5, T ×4
- 2 punts: D ×5, G ×2
- 3 punts: C ×4, B ×2, M ×2, P ×2
- 4 punts: H ×2, F ×1, V ×1, Y ×1
- 5 punts: CH ×1, Q ×1
- 8 punts: J ×1, LL ×1, Ñ ×1, RR ×1, X ×1
- 10 punts: Z ×1

S'ignoren les marques diacrítiques. No hi ha fitxes per a les lletres K i W, a causa del fet que aquestes lletres són molt escasses en paraules castellanes. Segons les regles FISE (Federación Internacional de Scrabble en Español), no es permet jugar una fitxa en blanc per representar una K o una W. Tampoc no es permet fer servir una C i una H per representar una fitxa CH, ni dues L per representar una fitxa LL, ni dues R per representar una RR.
La versió en castellà del fabricant Hasbro, venuda als EUA i el Canadà (coneguda com a Scrabble - Edición en Español), usa aquestes 103 fitxes:
- 2 fitxes en blanc (amb una puntuació de 0 punts)
- 1 punt: A ×11, E ×11, O ×8, S ×7, I ×6, U ×6, N ×5, L ×4, R ×4, T ×4
- 2 punts: C ×4, D ×4, G ×2
- 3 punts: M ×3, B ×3, P ×2
- 4 punts: F ×2, H ×2, V ×2, Y ×1
- 6 punts: J ×2
- 8 punts: K ×1, LL ×1, Ñ ×1, Q ×1, RR ×1, W ×1, X ×1
- 10 punts: Z ×1

## Català

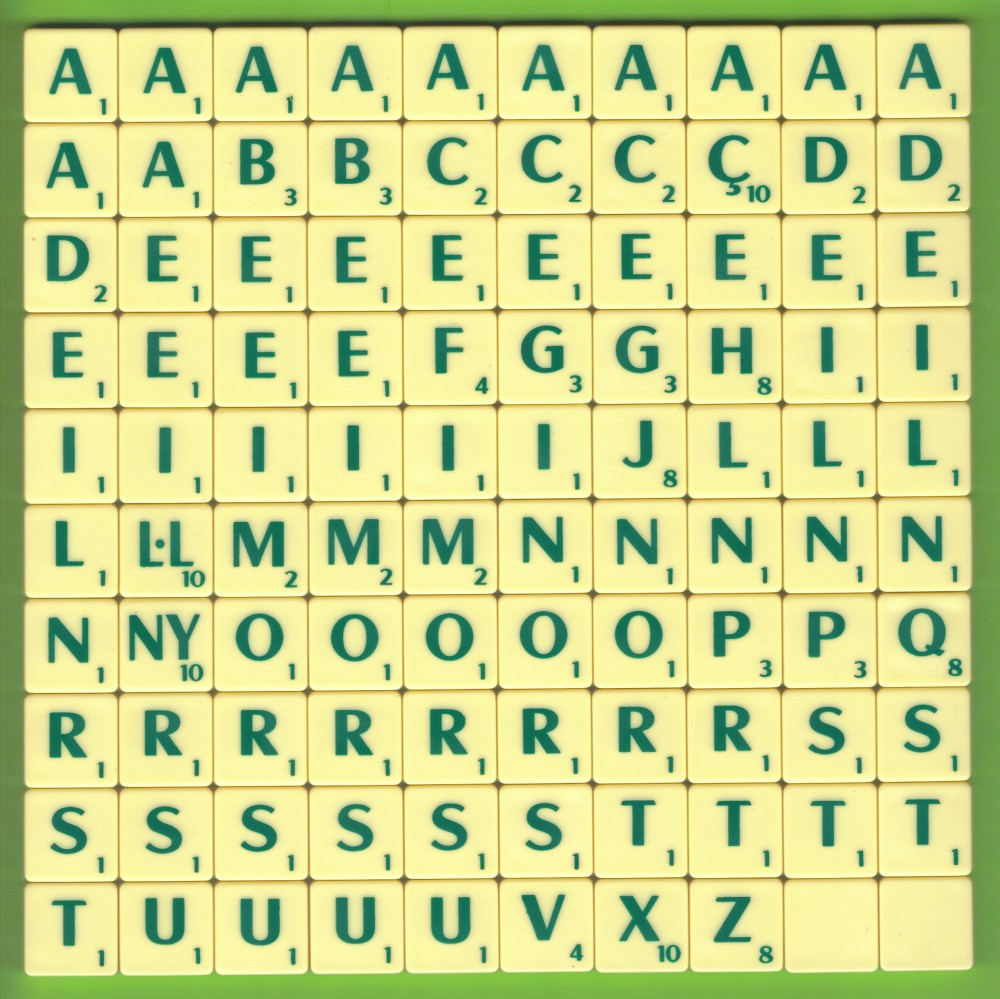
Un joc complet de fitxes de la versió catalana.

La versió catalana usa aquestes 100 fitxes:
- 2 fitxes en blanc, anomenades escarrassos (tenen una puntuació de 0 punts)
- 1 punt: E ×13, A ×12, I ×8, R ×8, S ×8, N ×6, O ×5, T ×5, L ×4, U ×4
- 2 punts: C ×3, D ×3, M ×3
- 3 punts: B ×2, G ×2, P ×2
- 4 punts: F ×1, V ×1
- 8 punts: H ×1, J ×1, Q ×1, Z ×1
- 10 punts: Ç ×1, L·L ×1, NY ×1, X ×1

No hi ha fitxes per a les lletres K, W o Y, ja que en català només apareixen en mots manllevats d'altres llengües.
Durant el joc s'ignoren els accents i les dièresis. Per exemple, À es juga com a A. Hi ha, però, fitxes especials per a algunes lletres o dígrafs: les fitxes Ç (ce trencada), L·L (ela geminada), i NY.
Tot i que les regles originals del joc tracten la fitxa Q com una única lletra, la majoria de clubs i associacions de jugadors de Scrabble en català empren la fitxa Q com si fos el dígraf QU. Per als escolars, cal que utilitzin la fitxa Q amb la fitxa U, per petició dels professors.
L'escarràs només pot representar una fitxa existent, així doncs no es pot jugar una fitxa N seguida d'un escarràs (com a Y) per formar el dígraf NY, ni ajuntar una L i un escarràs per formar el dígraf L·L. Dues fitxes L tampoc no formen una ela geminada.

## Crioll haitià
La versió en crioll haitià usa aquestes 100 fitxes:
- 2 fitxes en blanc (amb una puntuació de 0 punts)
- 1 punt: A ×9, E ×8, I ×6, N ×9
- 2 punts: È ×4, K ×4, L ×4, M ×4, O ×4, OU ×4, P ×4, S ×4, T ×4, Y ×4
- 3 punts: D ×3
- 4 punts: B ×3, CH ×2, F ×2, G ×2, J ×2, Ò ×2, R ×2, V ×2, W ×2
- 7 punts: Z ×1
- 8 punts: À ×1, UI ×1
- 10 punts: H ×1

Aquesta és una versió elaborada amb finalitats educatives i no té llicència dels propietaris de la marca ni es distribueix comercialment.

## Croat
La versió en croat usa aquestes 103 fitxes:
- 2 fitxes en blanc (amb una puntuació de 0 punts)
- 1 punt: A ×11, I ×10, E ×9, O ×9, N ×6, R ×5, S ×5, T ×5, J ×4, U ×4
- 2 punts: K ×3, M ×3, P ×3, V ×3
- 3 punts: D ×3, G ×2, L ×2, Z ×2, B ×1, Č ×1
- 4 punts: C ×1, H ×1, LJ ×1, NJ ×1, Š ×1, Ž ×1
- 5 punts: Ć ×1
- 8 punts: F ×1
- 10 punts: DŽ ×1, Ð ×1

## Danès
La versió en danès usa aquestes 100 fitxes:
- 2 fitxes en blanc (amb una puntuació de 0 punts)
- 1 punt: E ×9, A ×7, N ×6, R ×6
- 2 punts: D ×5, L ×5, O ×5, S ×5, T ×5
- 3 punts: B ×4, K ×4, I ×4, F ×3, G ×3, M ×3, U ×3, V ×3
- 4 punts: H ×2, J ×2, P ×2, Y ×2, Æ ×2, Ø ×2, Å ×2
- 8 punts: C ×2, X ×1, Z ×1

Aquesta distribució no té les fitxes corresponents a les lletres Q i W, a causa del fet que són lletres molt poc freqüents en la llengua danesa.

## Eslovac
La versió en eslovac usa aquestes 100 fitxes:
- 2 fitxes en blanc (amb una puntuació de 0 punts)
- 1 punt: A ×9, O ×9, E ×8, I ×5, N ×5, T ×4, R ×4, S ×4, V ×4
- 2 punts: M ×4, K ×3, L ×3, D ×3, P ×3
- 3 punts: J ×2, U ×2
- 4 punts: B ×2, H ×1, Y ×1, Z ×1, Á ×1, C ×1
- 5 punts: Č ×1, Ž ×1, Š ×1, Í ×1, Ý ×1
- 7 punts: Ľ ×1, Ť ×1, É ×1, Ú ×1
- 8 punts: Ď ×1, F ×1, G ×1, Ň ×1, Ô ×1
- 10 punts: Ĺ ×1, Ŕ ×1, X ×1, Ä ×1, Ó ×1

## Eslovè
La versió en eslovè usa aquestes 100 fitxes:
- 2 fitxes en blanc (amb una puntuació de 0 punts)
- 1 punt: E ×11, A ×10, I ×9, O ×8, N ×7, R ×6, S ×6, J ×4, L ×4,T ×4
- 2 punts: D ×4, V ×4
- 3 punts: K ×3, M ×2, P ×2, U ×2
- 4 punts: B ×2, G ×2, Z ×2
- 5 punts: Č ×1, H ×1
- 6 punts: Š ×1
- 8 punts: C ×1
- 10 punts: F ×1, Ž ×1

## Esperanto
No hi ha versió oficial de Scrabble en esperanto, però hi ha una versió anomenada Skrablo amb les mateixes regles del joc original.
La versió de Skrablo en esperanto usa aquestes 100 fitxes:
- 2 fitxes en blanc (amb una puntuació de 0 punts)
- 1 punt : A ×8, E ×8, I ×8, L ×4, N ×6, O ×8, R ×6, S ×6, T ×4, U ×4
- 2 punts : D ×3, J ×3, K ×4, M ×4, P ×3
- 3 punts : F ×2, G ×2, Ĝ ×2, V ×2
- 4 punts : B ×2, C ×1, Ĉ ×2, Ŝ ×1
- 5 punts : Z ×1
- 8 punts : Ŭ ×1, H ×1
- 10 punts : Ĥ ×1, Ĵ ×1

## Estonià
La versió en estonià usa aquestes 102 fitxes:
- 2 fitxes en blanc (amb una puntuació de 0 punts)
- 1 punt : A ×10, E ×9, I ×9, K ×5, L ×5, O ×5, S ×8, T ×7, U ×5
- 2 punts : D ×4, M ×4, N ×4, R ×2
- 3 punts : G ×2, V ×2
- 4 punts : B ×1, H ×2, J ×2, Õ ×2, P ×2
- 5 punts : Ä ×2, Ü ×2
- 6 punts : Ö ×2
- 8 punts : F ×1
- 10 punts : Š ×1, Z ×1, Ž ×1

No hi ha fitxes per la lletres C, Q, W, X i Y.

## Finès
La versió en finès usa aquestes 100 fitxes:
- 2 fitxes en blanc (amb una puntuació de 0 punts)
- 1 punt: A ×10, I ×10, N ×9, T ×9, E ×8, S ×7
- 2 punts: K ×5, L ×5, O ×5, Ä ×5
- 3 punts: U ×4, M ×3
- 4 punts: H ×2, J ×2, P ×2, R ×2, V ×2, Y ×2
- 7 punts: D ×1, Ö ×1
- 8 punts: B ×1, F ×1, G ×1
- 10 punts: C ×1

## Francès

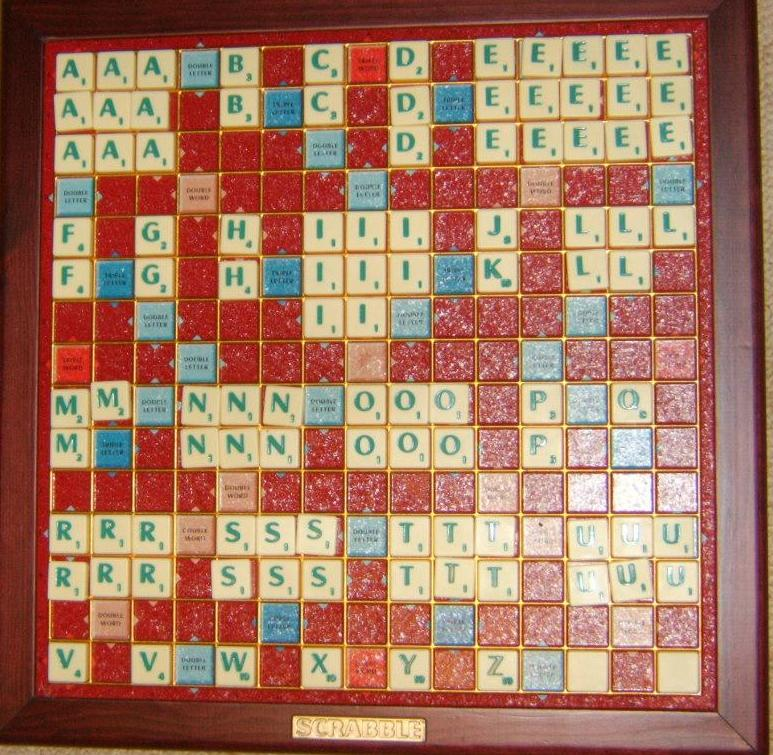
Un joc complet de fitxes en francès

La versió en francès usa aquestes 102 fitxes:
- 2 fitxes en blanc (amb una puntuació de 0 punts)
- 1 punt: E ×15, A ×9, I ×8, N ×6, O ×6, R ×6, S ×6, T ×6, U ×6, L ×5
- 2 punts: D ×3, G ×2, M ×3
- 3 punts: B ×2, C ×2, P ×2
- 4 punts: F ×2, H ×2, V ×2
- 8 punts: J ×1, Q ×1
- 10 punts: K ×1, W ×1, X ×1, Y ×1, Z ×1

S'ignoren les marques diacrítiques.

## Gal·lès
La versió en gal·lès usa aquestes 105 fitxes:
- 2 fitxes en blanc (amb una puntuació de 0 punts)
- 1 punt: A ×10, E ×8, N ×8, I ×7, R ×7, Y ×7, D ×6, O ×6, W ×5, DD ×4
- 2 punts: F ×3, G ×3, L ×3, U ×3
- 3 punts: S ×3, B ×2, M ×2, T ×2
- 4 punts: C ×2, FF ×2, H ×2, TH ×2
- 5 punts: CH ×1, LL ×1, P ×1
- 8 punts: J ×1
- 10 punts: NG ×1, RH ×1

Com que hi ha fitxes específiques per a dígrafs que són considerats lletres independents segons l'ortografia gal·lesa (com DD), no es permet usar les fitxers individuals per a formar els dígrafs. Les marques diacrítiques s'ignoren.
Observacions: el dígraf PH existeix en gal·lès, però s'empra gairebé només en paraules mutades, segons les regles aquests mots no poden jugar-se i no té fitxa. Les lletres K, Q, V, X i Z no existeixen en gal·lès i tampoc no tenen fitxa. Es podria argüir que la lletra J no existeix en gal·lès, però és inclosa perquè s'usa en alguns manlleus d'altres llengües.

## Grec
La versió en grec, que fa servir l'alfabet grec, usa aquestes 104 fitxes:
- 2 fitxes en blanc (amb una puntuació de 0 punts)
- 1 punt: Α ×12, Ο ×9, Ε ×8, Ι ×8, Τ ×8, Η ×7, Σ ×7, Ν ×6
- 2 punts: Ρ ×5, Κ ×4, Π ×4, Υ ×4
- 3 punts: Λ ×3, Μ ×3, Ω ×3
- 4 punts: Γ ×2, Δ ×2
- 8 punts: Β ×1, Φ ×1, Χ ×1
- 10 punts: Ζ ×1, Θ ×1, Ξ ×1, Ψ ×1

## Hebreu
La versió en hebreu, que fa servir l'alfabet hebreu, usa aquestes 104 fitxes:
- 2 fitxes en blanc (amb una puntuació de 0 punts)
- 1 punt: ו ×12, י ×10, ת×9, ה ×8, ר ×8
- 2 punts: א ×6, ל ×6, מ ×6, ש ×6
- 3 punts: ד ×4, נ ×4
- 4 punts: ב ×3, ח ×3, פ×3, ק ×3
- 5 punts: ג ×2, כ ×2, ע×2
- 8 punts: ז ×1, ט ×1, ס ×1, צ ×1

Es pot observar que, en el joc de fitxes, no estan disponibles les formes finals de les lletres ך, ם, ן, ף i ץ. En el seu lloc s'empra la forma normal de cada lletra.

## Hongarès
La versió en hongarès usa aquestes 100 fitxes:
- 2 fitxes en blanc (amb una puntuació de 0 punts)
- 1 punt: A ×6, E ×6, K ×6, T ×5, Á ×4, L ×4, N ×4, R ×4, I ×3, M ×3, O ×3, S ×3
- 2 punts: B ×3, D ×3, G ×3, Ó ×3
- 3 punts: É ×3, H ×2, SZ ×2, V ×2
- 4 punts: F ×2, GY ×2, J ×2, Ö ×2, P ×2, U ×2, Ü ×2, Z ×2
- 5 punts: C ×1, Í ×1, NY ×1
- 7 punts: CS ×1, Ő ×1, Ú ×1, Ű ×1
- 8 punts: LY ×1, ZS ×1
- 10 punts: TY ×1

El dígraf DZ i el trígraf DZS, que realment són molt poc freqüents en hongarès, no tenen fitxa que els representi. Tampoc en tenen les lletres Q, W, X i Y, que només apareixen en paraules manllevades d'altres llengües.

## Irlandès
La versió en gaèlic irlandès usa aquestes 100 fitxes:
- 2 fitxes en blanc (amb una puntuació de 0 punts)
- 1 punt: A ×13, H ×10, I ×10, N ×7, R ×7, E ×6, S ×6
- 2 points: C ×4, D ×4, L ×4, O ×4, T ×4, G ×3, U ×3
- 4 punts: F ×2, M ×2, Á ×2, Í ×2
- 8 punts: É ×1, Ó ×1, Ú ×1
- 10 punts: B ×1, P ×1

## Islandès
La versió en islandès usa aquestes 104 fitxes:
- 2 fitxes en blanc (amb una puntuació de 0 punts)
- 1 punt: A ×10, I ×8, N ×8, R ×7, E ×6, S ×6, U ×6, T ×5
- 2 punts: Ð ×5, G ×4, K ×3, L ×3, M ×3
- 3 punts: F ×3, O ×3, H ×2, V ×2
- 4 punts: D ×2, Á ×2, Í ×2, Þ ×1
- 5 punts: J ×1, Æ ×1
- 6 punts: B ×1, É ×1, Ó ×1
- 7 punts: Y ×1, Ö ×1
- 8 punts: P ×1, Ú ×1
- 9 punts: Ý ×1
- 10 punts: X ×1

## Italià
La versió en italià usa aquestes 120 fitxes:
- 2 fitxes en blanc (amb una puntuació de 0 punts)
- 1 punt: O ×15, A ×14, I ×12, E ×11
- 2 punts: C ×6, R ×6, S ×6, T ×6
- 3 punts: L ×5, M ×5, N ×5, U ×5
- 5 punts: B ×3, D ×3, F ×3, P ×3, V ×3
- 8 punts: G ×2, H ×2, Z ×2
- 10 punts: Q ×1

## Letó
La versió en letó usa 104 fitxes:
- 2 fitxes en blanc (amb una puntuació de 0 punts)
- 1 point: A ×11, E ×6, I ×9, R ×5, S ×8, T ×6, U ×5
- 2 punts: Ā ×4, K ×4, M ×4, N ×4, L ×3, P ×3
- 3 punts: D ×3, O ×3, V ×3, Z ×2
- 4 punts: Ē ×2, Ī ×2, J ×2
- 5 punts: B ×1, C ×1, G ×1
- 6 punts: Ņ ×1, Š ×1, Ū ×1
- 8 punts: Ļ ×1, Ž ×1
- 10 punts: Č ×1, F ×1, Ģ ×1, H ×1, Ķ ×1

## Lituà
La versió en lituà, el joc es coneix amb el nom de KrisKros Klasik, usa 104 fitxes:
- 2 fitxes en blanc (amb una puntuació de 0 punts)
- 1 punt: I ×11, A ×9, R ×9, E ×6, L ×6, S ×6, O ×5, T ×5, U ×5, N ×4, Ą ×1
- 2 punts: K ×4, D ×3, M ×3, P ×3, B ×2, G ×2, Ę ×1
- 3 punts: Ė ×2, Š ×2, Ų ×1
- 4 punts: J ×2, Į ×1, V ×1, Ž ×1
- 5 punts: Ū ×1, Z ×1
- 6 punts: Y ×1
- 7 punts: C ×1, Č ×1
- 10 punts: F ×1, H ×1

## Llatí
Hi ha dues distribucions de fitxes en llatí diferents.
La primera versió, elaborada pel Centre d'Estudis Medievals de la Universitat de Toronto, usa aquestes 100 fitxes:
- 2 fitxes en blanc (amb una puntuació de 0 punts)
- 1 punt: E ×12, A ×9, I ×9, V ×9, S ×8, T ×8, R ×7, O ×5
- 2 punts: C ×4, M ×4, N ×4, D ×3, L ×3,
- 3 punts: Q ×3
- 4 punts: B ×2, G ×2, P ×2, X x2
- 810 punts: F ×1, H ×1,

La segona versió, anomenada Scrabble in Linguā Latīnā, fabricada per Leisure Trends, amb llicència de Mattel, usa aquestes 100 fitxes:
- 2 fitxes en blanc (amb una puntuació de 0 punts)
- 1 punt: E ×11, A ×9, I ×11, N ×6, R ×9, S ×8, T ×7, U ×7
- 2 punts: C ×4, M ×5, O ×5
- 3 punts: D ×3
- 4 punts: L ×2, P ×2
- 5 punts: B ×2, V ×2
- 6 punts: F ×1, G ×1, X x1
- 10 punts: H ×1, Q ×1

## Malai
La versió en malai usa aquestes 100 fitxes:
- 2 fitxes en blanc (amb una puntuació de 0 punts)
- 1 punt: A ×19, N ×8, E ×7, I ×7, K ×6, U ×6, M ×5, R ×5, T ×5
- 2 punts: L ×4, S ×4
- 3 punts: G ×4, B ×3, D ×3
- 4 punts: H ×2, O ×2, P ×2
- 5 punts: J ×1, Y ×1
- 8 punts: C ×1, W ×1
- 10 punts: F ×1, Z ×1

No hi ha fitxes per a les lletres Q, V o X, a causa del fet que només apareixen en paraules manllevades d'altres llengües.

## Neerlandès
La versió en neerlandès usa aquestes 102 fitxes:
- 2 fitxes en blanc (amb una puntuació de 0 punts)
- 1 punt: E ×18, N ×10, A ×6, O ×6, I ×4, R ×5
- 2 punts: D ×5, S ×5, T ×5
- 3 punts: G ×3, K ×3, L ×3, M ×3, B ×2, P ×2
- 4 punts: U ×3, H ×2, J ×2, V ×2, Z ×2, F ×2
- 5 punts: C ×2, W ×2
- 8 punts: X ×1, Y ×1
- 10 punts: Q ×1

Amb anterioritat a març de 1998, hi havia diferències entre la versió en neerlandès i la versió en flamenc. La versió en neerlandès tenia 2 fitxes per al dígraf IJ, amb un valor de 4 punts cada fitxa. També tenia una única fitxa F i només 4 fitxes S; i la puntuació assignada a la fitxa G només era de 2 punts. La versió flamenca no va tenir mai les fitxes IJ, tenia la distribució actual. La versió neerlandesa coincideix ara amb la versió flamenca.

## Noruec
La versió en noruec usa aquestes 100 fitxes:
- 2 fitxes en blanc (amb una puntuació de 0 punts)
- 1 punt: E ×9, A ×7, N ×6, R ×6, S ×6, T ×6, D ×5, I ×5, L ×5
- 2 punts: F ×4, G ×4, K ×4, M ×3, O ×4
- 3 punts: H ×3
- 4 punts: B ×3, U ×3, V ×3, J ×2, P ×2, Å ×2
- 5 punts: Ø ×2
- 6 punts: Y ×1, Æ ×1
- 8 punts: W ×1
- 10 punts: C ×1

No hi ha fitxes per a les lletres Q, X o Z, a causa del fet que aquestes lletres rarament apareixen en paraules noruegues.

## Polonès
La versió en polonès usa aquestes 100 fitxes:
- 2 fitxes en blanc (amb una puntuació de 0 punts)
- 1 punt: A ×9, I ×8, E ×7, O ×6, N ×5, Z ×5, R ×4, S ×4, W ×4
- 2 punts: Y ×4, C ×3, D ×3, K ×3, L ×3, M ×3, P ×3, T ×3
- 3 punts: B ×2, G ×2, H ×2, J ×2, Ł ×2, U ×2
- 5 punts: Ą ×1, Ę ×1, F ×1, Ó ×1, Ś ×1, Ż ×1
- 6 punts: Ć ×1
- 7 punts: Ń ×1
- 9 punts: Ź ×1

Aquest joc de fitxes s'usa des de l'any 2000. Anteriorment s'usuava un joc una mica diferent: La fitxa Ź tenia una puntuació de 7 punts, la F valia 4 punts. Hi havia 2 fitxes F i 8 fitxes A.
No hi ha fitxes per a les lletres Q, V i X i les fitxes en blanc no poden usar-se per representar aquestes lletres.

## Portuguès
La versió en portuguès usa aquestes 120 fitxes:
- 3 fitxes en blanc (amb una puntuació de 0 punts)
- 1 punt: A ×14, E ×11, I ×10, O ×10, S ×8, U ×7, M ×6, R ×6, T ×5,
- 2 punts: D ×5, L ×5, C ×4, P ×4
- 3 punts: N ×4, B ×3, Ç ×2
- 4 punts: F ×2, G ×2, H ×2, V ×2
- 5 punts: J ×2
- 6 punts: Q ×1
- 8 punts: X ×1, Z ×1

S'ignoren les marques diacrítiques, però la lletra Ç té una fitxa que la representa.

## Romanès
La versió en romanès usa aquestes 100 fitxes:
- 2 fitxes en blanc (amb una puntuació de 0 punts)
- 1 punt: A ×11, I ×10, E ×9, R ×7, T ×7, N ×6, U ×6, C ×5, O ×5, S ×5, L ×4
- 2 punts: D ×4, P ×4
- 4 punts: M ×3
- 8 punts: F ×2, V ×2
- 9 punts: B ×2, G ×2
- 10 punts: H ×1, J ×1, X ×1, Z ×1

S'ignoren les marques diacrítiques, així tant la lletra Ă com Â es juguen com A.

## Rus
La versió en rus, que fa servir l'alfabet ciríl·lic, abans usava 126 fitxes. El nombre de fitxes es va reduir l'any 1990 a 104, amb aquesta distribució:
- 2 fitxes en blanc (amb una puntuació de 0 punts)
- 1 punt: О ×10, А ×8, Е ×8, И ×5, Н ×5, Р ×5, С ×5, Т ×5, В ×4
- 2 punts: Д ×4, К ×4, Л ×4, П ×4, У ×4, М ×3
- 3 punts: Б ×2, Г ×2, Ь ×2, Я ×2, Ë ×1
- 4 punts: Ы ×2, Й ×1
- 5 punts: З ×2, Ж ×1, Х ×1, Ц ×1, Ч ×1
- 8 punts: Ш ×1, Э ×1, Ю ×1
- 10 punts: Ф ×1, Щ ×1, Ъ ×1

La distribució antiga de la versió en rus era així:
- 2 fitxes en blanc (amb una puntuació de 0 punts)
- 1 punt: О ×11, Е ×10, И ×10, Н ×6, А ×9, Р ×6, Т ×6, С ×5, В ×5
- 2 punts: Д ×4, К ×4, Л ×4, М ×4, П ×4, У ×4
- 3 punts: Я ×4, Б ×3, Г ×3, Ë ×3, Ь ×2
- 4 punts: Ы ×2, Й ×2
- 5 punts: Ж ×2, З ×2, Х ×1, Ц ×1, Ч ×1
- 8 punts: Ш ×1, Э ×1, Ю ×1
- 10 punts: Ф ×1, Щ ×1, Ъ ×1

## Suec

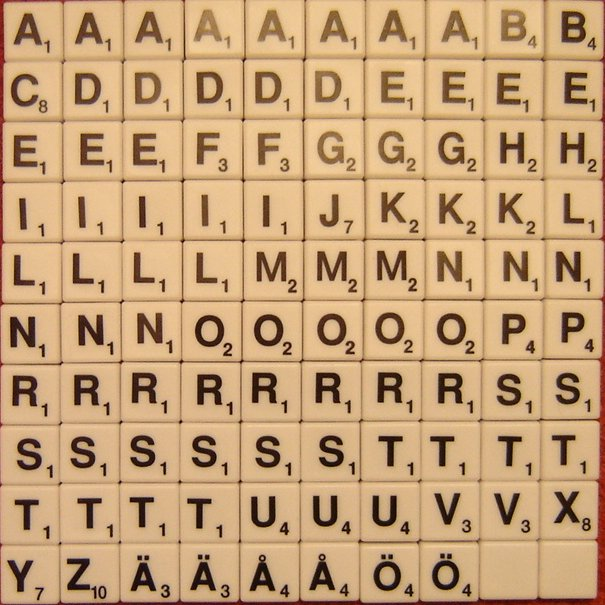
Un joc complet de fitxes en Suec.

La versió en suec usa aquestes 100 fitxes:
- 2 fitxes en blanc (amb una puntuació de 0 punts)
- 1 punt: A ×8, R ×8, S ×8, T ×8, E ×7, N ×6, D ×5, I ×5, L ×5
- 2 punts: O ×5, G ×3, K ×3, M ×3, H ×2
- 3 punts: Ä ×2, F ×2, V ×2
- 4 punts: U ×3, B ×2, Ö ×2, P ×2, Å ×2
- 7 punts: J ×1, Y ×1
- 8 punts: C ×1, X ×1
- 10 punts: Z ×1

Observeu que les lletres Ä, Ö, i Å tenen fitxes diferents de les lletres sense marca diacrítica. La resta de caràcters diacrítics s'ignoren. Així, la lletra É es juga amb la fitxa E. Les lletres Q i W, poc freqüents en suec, no tenen fitxa representativa, però pot jugar-se una fitxa en blanc per representar-les.

## Turc
La versió en turc usa aquestes fitxes:
- 2 fitxes en blanc (amb una puntuació de 0 punts)
- 1 punt: A ×12, E ×8, İ ×7, K ×7, L ×7, R ×6, N ×5, T ×5
- 2 punts: I ×4, M ×4, O ×3, S ×3, U ×3
- 3 punts: B ×2, D ×2, Y ×2, Ü ×2
- 4 punts: C ×2, Ş ×2, Z ×2, Ç ×2
- 5 punts: H ×1, P ×1, G ×1
- 7 punts: F ×1, V ×1, Ö ×1
- 8 punts: Ğ ×1
- 10 punts: J ×1

Observeu que exiteixen fixes amb İ, diferents de les fitxes I.

## Tuvinià
La versió en tuvinià, que fa servir l'alfabet ciríl·lic, usa aquestes 125 fitxes:
- 1 fitxa en blanc (amb una puntuació de 0 punts)
- 1 fitxa amb guionet (amb una puntuació de 0 punts)
- 1 punt: А ×12, Ы ×8, Р ×8, Н ×7, Е ×6, Д ×6, Л ×6, К ×5, Г ×5, Т ×5, И ×4, У ×4
- 2 punts: Ч ×3, П ×3, С ×3, М ×3, Ү ×3, О ×3, Ш ×2
- 3 punts: АА ×2, Ң ×2, Б ×2, Й ×2, Э ×2, З ×2
- 4 punts: Ж ×1, Ө ×1, Х ×1, В ×1, ЭЭ ×1
- 5 punts: ОО ×1, УУ ×1, ЫЫ ×1, Я ×1
- 6 punts: ӨӨ ×1, ИИ ×1, ҮҮ ×1
- 8 punts: Ъ ×1
- 10 punts: Ю ×1, Ё ×1

Aquesta és una versió elaborada amb finalitats educatives i no té llicència dels propietaris de la marca ni es distribueix comercialment.

## Txec
La versió en Txec usa aquestes 100 fitxes:
- 2 fitxes en blanc (amb una puntuació de 0 punts)
- 1 punt: O ×6, A ×5, E ×5, N ×5, I ×4, S ×4, T ×4, V ×4, D ×3, K ×3, L ×3, P ×3, R ×3,
- 2 punts: C ×3, H ×3, Í ×3, M ×3, U ×3, Á ×2, J ×2, Y ×2, Z ×2
- 3 punts: B ×2, É ×2, Ě ×2
- 4 punts: Ř ×2, Š ×2, Ý ×2, Č ×1, Ů ×1, Ž ×1
- 5 punts: F ×1, G ×1, Ú ×1
- 6 punts: Ň ×1
- 7 punts: Ó ×1, Ť ×1
- 8 punts: Ď ×1
- 10 punts: X ×1